# Шахта Орапа
Шахта Орапа является крупнейшим в мире алмазным рудником по площади. Шахта расположена в Орапе, городе в Центральном районе Ботсваны, примерно в 240 километрах к западу от города Франсистаун.

## Общие сведения
На шахте используется открытый тип добычи. Перерабатывающий завод находится также в Орапе. Помимо местного кимберлита, завод перерабатывает руды с шахты Летлхакане и шахты Дамтшаа.

## Владелец
Шахта принадлежит Debswana, партнёрству между компанией De Beers и правительством Ботсваны. Это самая старая из четырёх шахт, эксплуатируемых компанией, начавшая свою деятельность в июле 1971 года.

## Расположение
Шахта находится на двух кимберлитовых трубках, сходящихся вблизи поверхности. В общей сложности трубки покрывают 1,18 кв. километров. Это место располагается в Центральном районе Ботсваны, неподалёку от городов Летлхакане и Мопипи.

### Город-предприятие Орапа
Основная статья Орапа
Вокруг шахты расселяются её работники. Debswana обслуживает в городе-предприятии больницу на 100 коек, школы для детей сотрудников и Игровой парк Орапа. Также в городе имеется поле для гольфа.

## Производительность
Рудник работает 7 дней в неделю и производит около 20 млн тонн руды и 40 млн тонн отходов в год. На данный момент, рудник Орапа ежегодно производит около 11 млн карат (2200 кг) алмазов.

## Топографические карты
Лист карты F-35-XVIII (Ю.П.).